# Harry Hay
Henry "Harry" Hay, Jr., född 7 april 1912 Worthing, England, död 24 oktober 2002 i San Francisco, USA, var en pionjär inom den amerikanska och brittiska rörelsen för homosexuellas rättigheter. Hay var även kommunist, fredsaktivist, fackföreningskämpe och arbetade för den amerikanska ursprungsbefolkningens rättigheter.
1948–1950 grundade Hay Mattachine Society, den första varaktiga gaygruppen i USA.
På Labor Day 1979 organiserade Hay den första konferensen för Radical Faeries, där ett par hundra homosexuella män som ville leva ett andligt liv deltog. Radical Faeries kom att växa till en internationell andlig och ekologisk rörelse, inspirerad av anarkismen.
Hay har beskrivits som grundaren av den moderna gayrörelsen i USA.
Biografin The Trouble with Harry Hay: Founder of the Modern Gay Movement, och dokumentärfilmen Hope along the Wind handlar om Hay.